# Manhattan Parade
Pour plus de détails, voir Fiche technique et Distribution.
Manhattan Parade est un film musical américain réalisé par Lloyd Bacon, sorti en 1931.

## Synopsis
Le succès d'une entreprise de costumes à Broadway avec les changements de direction et la réussite ou non de ses spectacles auprès du public.

## Fiche technique
- Titre original : Manhattan Parade
- Réalisation : Lloyd Bacon
- Scénario : Robert Lord et Houston Branch (en), d'après la pièce de théâtre She Means Business de Samuel Shipman
- Production :
- Société de production : Warner Bros. Pictures
- Distribution :  États-Unis : Warner Bros. Pictures
- Musique : Harold Arlen et Harry Ruby
- Photographie : Devereaux Jennings
- Montage : William Holmes
- Direction artistique : Jack Okey
- Décors :
- Costumes :
- Pays de production :  États-Unis
- Genre : Film musical et comédie
- Durée : 75 minutes
- Format : Couleur (Technicolor) - Son : Monophonique - 1,37:1 - Format 35 mm
- Budget :
- Dates de sortie :
  - États-Unis : 24 décembre 1931 (New York)
  - États-Unis : 10 janvier 1932

## Distribution
- Winnie Lightner : Doris Roberts
- Charles Butterworth : Herbert T. Herbert
- Joe Smith : Lou Delman
- Charles Dale (en) : Jake Delman
- Dickie Moore : Junior Roberts
- Bobby Watson : Paisley
- Frank Conroy : Bill Brighton
- Walter Miller : John Roberts
- Luis Alberni : Vassily Vassiloff
- Greta Granstedt (en) : Charlotte Evans

Et, parmi les acteurs non crédités :
- Lilian Bond : La couturière
- Charles Coleman : Laffingwell
- Nat Pendleton : Le mari de Lady Godiva
- Niles Welch : Frank Harriman

## Autour du film
La version du film en Technicolor est perdue, il ne subsiste que la version en noir et blanc.